# Обыкновенный водяной козёл
Обыкнове́нный водяно́й козёл (лат. Kobus ellipsiprymnus), обычно называемый просто водяно́й козёл — наиболее известный вид из рода водяных козлов.

## Внешний вид
Водяной козёл — крупная и сильная антилопа. Высота взрослых самцов в холке достигает 130 см, вес — 250 кг. Самки меньше, но ненамного.
Название этой антилопы на всех языках — перевод слова waterbok на языке африкаанс.

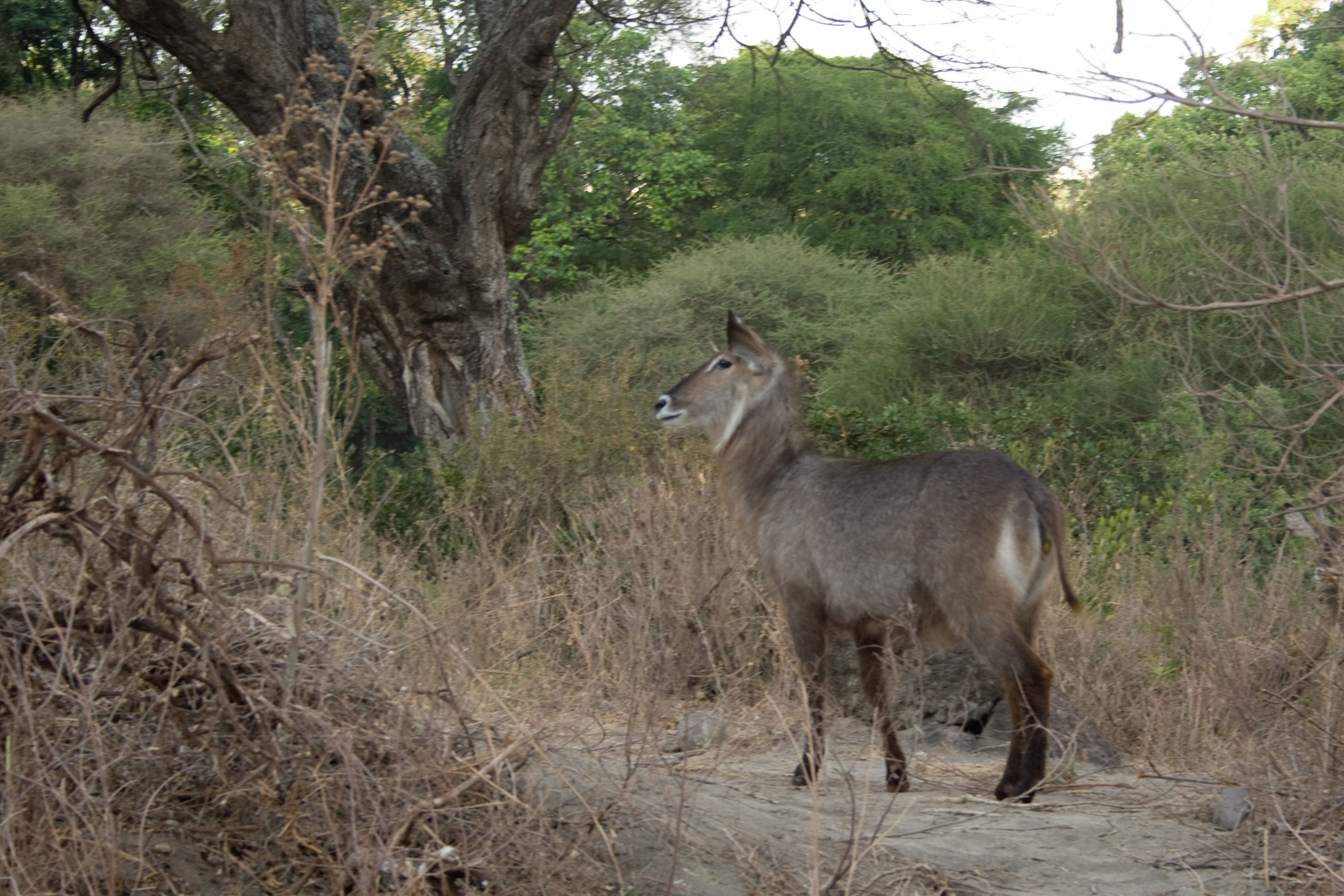
Водяной козёл в национальном парке им. Крюгера, ЮАР

Окраска животного — буровато-серая, однотонная, но на задней части спины, у хвоста, имеется белое пятно в виде кольца или подковы. Белые пятна также есть у глаз и на горле. Шерсть густая, но грубая; на шее короткая грива.
Рога имеются только у самцов. Тяжёлые, широко расставленные, вилообразные, они слегка загибаются вперед и достигают более метра в длину.
Голос водяного козла довольно своеобразен. Это звонкий, часто повторяющийся крик, похожий одновременно на лай и звон, как при ударе по металлу.

## Ареал и сохранность вида
Водяной козел обитает по всей Африке южнее Сахары, отсутствуя лишь в тропических лесах бассейна Конго и Нигера, на Сомалийском полуострове и на южной оконечности континента.
Численность водяных козлов относительно высока, а в последние годы в ЮАР и Намибии даже выросла. Этот вид считается, согласно, Международной Красной книге, «вызывающим наименьшие опасения» (LC — Least Concern; самая низкая категория, означающая, что вид вне опасности).

## Образ жизни и поведение

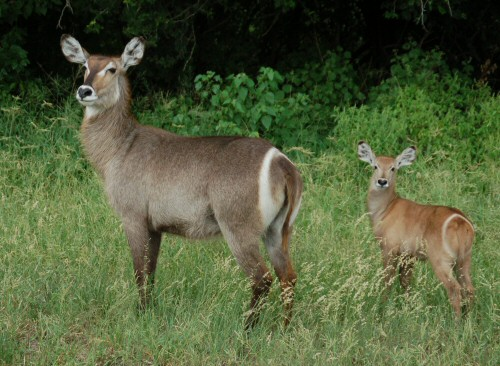
Самка и детёныш

Название антилопы не соответствует её образу жизни. К водоёмам водяной козёл подходит обычно не чаще, чем другие обитатели саванны, но охотно бросается в воду при возникновении опасности, например, нападении хищника. Водяные козлы хорошо плавают.
Как и другие представители подсемейства, водяной козел предпочитает заросшие кустарником и отдельными деревьями речные долины, хотя нередко его можно встретить и среди сухой кустарниковой саванны или даже в совершенно безлесной степи, например, в кратере Нгоронгоро. Взрослые самцы ведут одиночный образ жизни; самки и молодёжь образуют небольшие группы, которые в сухой сезон объединяются в стада.
На своей территории они не совершают дальних переходов, предпочитая жить оседло. Днем водяные козлы отдыхают. Корм (состоящий в основном из травянистой, часто водной растительности) и воду они ищут утром и во второй половине дня до вечера.

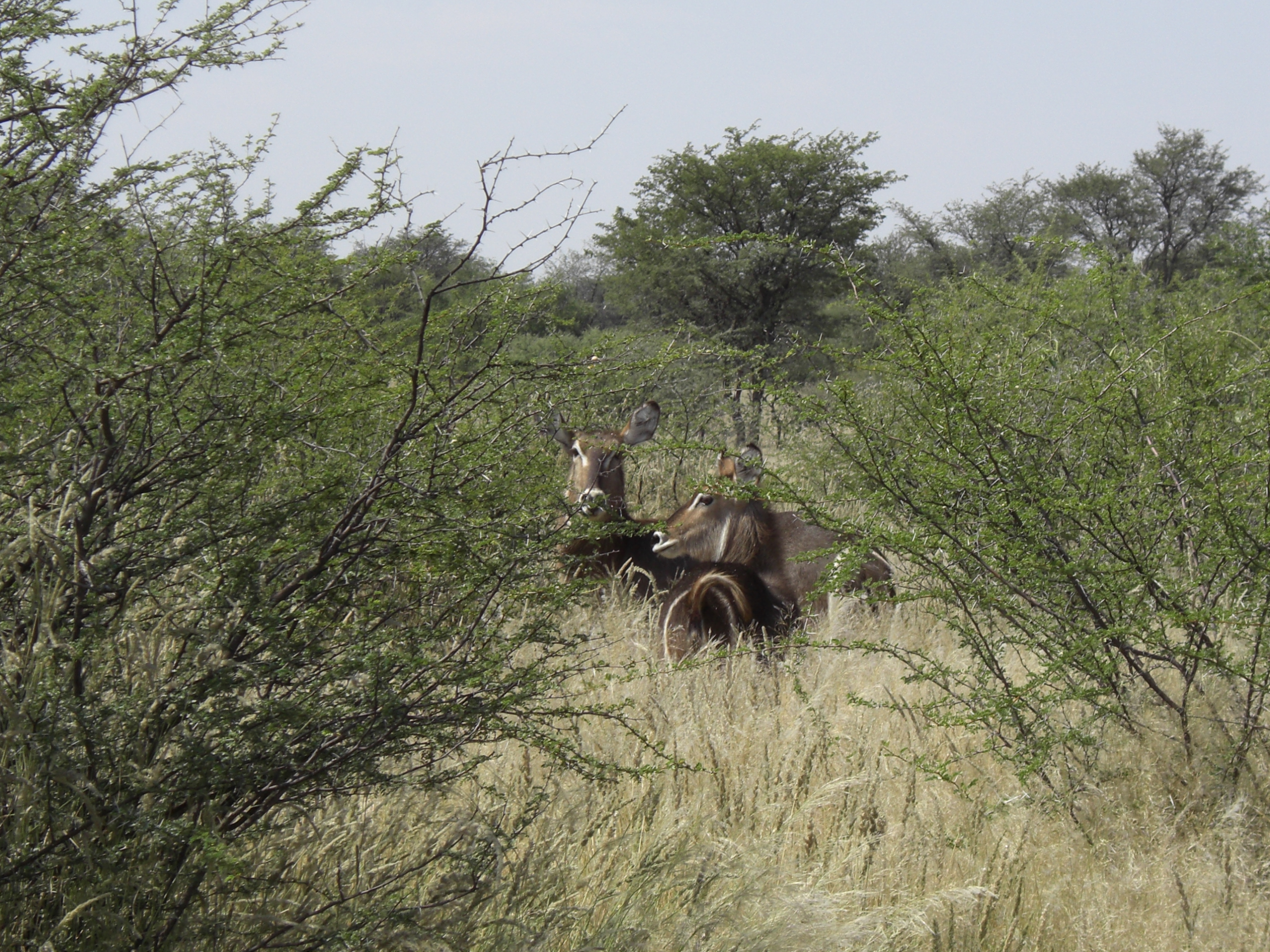
Самец и самка водяных козлов, готовые к спариванию. Намибия

Старые самцы обладают значительным индивидуальным участком, на котором в период гона стараются удержать стадо самок. Между самцами нередко бывают драки. Перед началом турнира бойцы становятся друг против друга с широко расставленными передними ногами, опустив к земле голову. Во время битвы животные, скрестив рога, упираются лбами и стараются придавить голову противника. Перед спариванием самец, преследуя самку, кладет голову и шею ей на круп.
Беременность длится 7—8 месяцев. Массовый отёл приурочен к началу дождливого периода. Самка приносит в год одного теленка рыжеватой окраски. Новорожденный весит около 13 кг.
Кожные железы водяных козлов выделяют особый секрет, который смачивает шерсть и издает резкий своеобразный «козлиный» запах. Этот запах при не очень умелой разделке туши часто передаётся мясу, из-за чего водяной козёл в ряде мест Африки (особенно среди белого населения) считается низкосортной дичью. Это не мешало в прошлом добывать водяных козлов в большом количестве ради прочной шкуры. Сейчас водяной козёл — объект исключительно спортивной охоты, на которую существует постоянный спрос, особенно в ЮАР.
У водяного козла в природе много врагов и помимо человека. Это, в первую очередь, крупные кошки — лев, леопард и гепард.